# Церковь Спаса Нерукотворного Образа (Ильицино)
Церковь Спаса Нерукотворного Образа (Спасская церковь) — приходская церковь Зарайского благочиния Коломенской епархии Русской православной церкви в деревне Ильицино городского округа Зарайск Московской области.

## История
Первоначальное в селе Ильицыно имелась деревянная Знаменская церковь, известная с конца XVII столетия. Она была построена Иваном Большим Ивановым, сыном Лихорева, и освящена 18 октября 1700 года. Приход этого храма состоял из жителей Ильицыно и деревни Бовыкиной. После того, как здание церкви обветшало, в 1786 году помещицей Екатериной Андреевной Гончаровой (прабабушка Натальи Гончаровой, жены Александра Пушкина) была построена каменная Спасская церковь (тип здания восьмерик на четверике) в стиле раннего классицизма с приделами Знаменским (в память о прежней церкви) и Никольским. В состав прихода, кроме села Ильицыно, теперь входили деревни Бавыкина и Клепальники.
В этом храме находился фамильный склеп Гончаровых, разграбленный в советские годы гонения на церковь. Храм был закрыт в 1930-х годах, его колокольня — сломана, утварь и иконы разграблены. Здание служило мастерской для ремонта сельхозтехники, а потом находилось в заброшенном состоянии.
Церковь начала работать в 1999 году, после распада СССР. В этом же году была создана церковная община. В 2000-х годах начались ремонтные работы, продолжающиеся по настоящее время. В августе 2011 года был освящен купольный крест церкви Спаса Нерукотворного Образа. Недалеко от храма находится кладбище.
В храме служатся молебны и панихиды, в дни престольных праздников совершается Божественная литургия. Настоятель храма в Ильицино — священник Феликс Михайлович Трикиди.